# Jeff Bridges
Jeffrey Leon "Jeff" Bridges, född 4 december 1949 i Los Angeles, Kalifornien, är en amerikansk skådespelare, sångare, producent och kompositör. Bridges var med i sin första film redan som spädbarn, Stämplad, 1951. Han medverkade senare i tv-serien Sea Hunt (1958–1960), med sin far, Lloyd Bridges och brodern, Beau Bridges. Jeff Bridges erhöll 2010 en Oscar och en Golden Globe för sin roll som Otis "Bad" Blake i filmen Crazy Heart (2009). Han har även Oscarsnominerats för sina rollinsatser i Den sista föreställningen (1971), Thunderbolt (1974), Starman (1984), The Contender (2000), True Grit (2010) och Hell or High Water (2016). Bland Bridges övriga filmer märks Tron (1982), Kniven är enda vittnet (1985), De fantastiska Baker Boys (1989), Fisher King (1991), Utan fruktan (1993), The Big Lebowski (1998), Seabiscuit (2003), Iron Man (2008), Tron: Legacy (2010) och The Giver (2014).

## Biografi
Jeff Bridges föddes i en skådespelarfamilj i Los Angeles och växte upp i Holmby Hills. Hans föräldrar var skådespelaren och författaren Dorothy Bridges och skådespelaren Lloyd Bridges. Han har två syskon, en bror och en syster i livet; en äldre bror dog i spädbarnsdöd 1948. Hans bror är skådespelaren Beau Bridges som agerade som extrapappa under hans uppväxt, då föräldrarna var borta mycket.

### Privatliv
Bridges gifte sig med Susan Geston 1977 efter att de träffats på den ranch där filmen Rancho Deluxe spelades in. Susan Geston var anställd som lantarbetare på ranchen. De har tre döttrar tillsammans.

## Filmografi i urval
| År        | Titel                            | Roll                                        | Anmärkning     |
| --------- | -------------------------------- | ------------------------------------------- | -------------- |
| 1951      | Stämplad                         | Sig själv                                   |                |
| 1958–1960 | Sea Hunt                         | Davey Crane / Jimmy / Boy / Kelly Bailey    | TV-serie       |
| 1965      | The Loner                        | Bud Windom                                  | TV-serie       |
| 1969      | The F.B.I.                       | Terry Shelton                               | TV-serie       |
| 1969      | Silent Night, Lonely Night       | John Young                                  | TV-film        |
| 1970      | Halls of Anger                   | Douglas (Doug)                              |                |
| 1970      | Det tredje ögat                  | Nero Finnighan                              |                |
| 1971      | Den sista föreställningen        | Duane Jackson                               |                |
| 1971      | In Search of America             | Mike Olson                                  |                |
| 1972      | Fat City - Chansernas stad       | Ernie Munger                                |                |
| 1972      | Det ruttna gänget                | Jake Rumsey                                 |                |
| 1973      | Lolly-Madonna XXX                | Zack Feather                                |                |
| 1973      | Racerbanans hjälte               | Elroy Jackson, Jr.                          |                |
| 1973      | The Iceman Cometh                | Don Parritt                                 |                |
| 1974      | Thunderbolt                      | Lightfoot                                   |                |
| 1975      | Fräcka som fan                   | Jack McKee                                  |                |
| 1975      | Det kom en cowboy till Hollywood | Lewis Tater aka Neddy Wales                 |                |
| 1976      | Kraftprovet                      | Craig Blake                                 |                |
| 1976      | King Kong                        | Jack Prescott                               |                |
| 1978      | Knivhugg går igen                | Jerry Green                                 |                |
| 1979      | Presidentmordet                  | Nick Kegan                                  |                |
| 1979      | The American Success Company     | Harry Flowers                               |                |
| 1980      | Heaven's Gate                    | John L. Bridges                             |                |
| 1981      | Cutter's Way                     | Richard Bone                                |                |
| 1982      | Tron                             | Kevin Flynn                                 |                |
| 1982      | Kiss Me Goodbye                  | Dr. Rupert Baines                           |                |
| 1982      | Den sista enhörningen            | Prins Lir (röst)                            |                |
| 1984      | Mot alla odds                    | Terry Brogan                                |                |
| 1984      | Starman                          | Starman / Scott Hayden                      |                |
| 1985      | Kniven är enda vittnet           | Jack Forrester                              |                |
| 1986      | 8 miljoner sätt att dö           | Matthew 'Matt' Scudder                      |                |
| 1986      | Mellan midnatt och gryning       | Turner Kendall                              |                |
| 1987      | Nadine - skottsäker kärlek       | Vernon Hightower                            |                |
| 1988      | Tucker - en man och hans dröm    | Preston Tucker                              |                |
| 1989      | See You in the Morning           | Larry Livingstone                           |                |
| 1989      | De fantastiska Baker Boys        | Jack Baker                                  |                |
| 1990      | Texasville                       | Duane Jackson                               |                |
| 1991      | Fisher King                      | Jack Lucas                                  |                |
| 1992      | American Heart                   | Jack Kelson                                 |                |
| 1993      | Spårlöst försvunnen              | Barney Cousins                              |                |
| 1993      | Utan fruktan                     | Max Klein                                   |                |
| 1994      | Tidsfrist noll                   | James 'Jimmy' Dove / Liam McGivney          |                |
| 1995      | Wild Bill                        | James Butler 'Wild Bill' Hickok             |                |
| 1996      | Den vita stormen                 | Kapten Christopher 'Skipper' Sheldon        |                |
| 1996      | Kärlekens båda ansikten          | Gregory Larkin                              |                |
| 1996      | Hidden in America                | Vincent                                     | TV-film        |
| 1998      | The Big Lebowski                 | Jeffrey "The Dude" Lebowski                 |                |
| 1999      | Arlington Road                   | Michael Faraday                             |                |
| 1999      | Drömfabriken                     | Jack Warrick                                |                |
| 1999      | Simpatico - Högt spel            | Lyle Carter                                 |                |
| 2000      | The Contender                    | President Jackson Evans                     |                |
| 2001      | Scenes of the Crime              | Jimmy Berg                                  |                |
| 2001      | K-PAX                            | Dr. Mark Powell                             |                |
| 2003      | Masked and Anonymous             | Tom Friend                                  |                |
| 2003      | Seabiscuit                       | Charles S. Howard                           |                |
| 2004      | Door in the Floor                | Ted Cole                                    |                |
| 2005      | The Amateurs                     | Andy                                        |                |
| 2005      | Tideland                         | Noah                                        |                |
| 2006      | Stick It                         | Burt Vickerman                              |                |
| 2007      | Surf's Up                        | Ezekiel 'Big Z' Topanga/Geek (röst)         |                |
| 2008      | Iron Man                         | Obadiah Stane/Iron Monger                   |                |
| 2008      | Hopplös och hatad av alla        | Clayton Harding                             |                |
| 2009      | The Open Road                    | Kyle                                        |                |
| 2009      | Hundår                           | Jon Katz                                    |                |
| 2009      | Crazy Heart                      | Otis "Bad" Blake                            |                |
| 2009      | The Men Who Stare at Goats       | Bill Django                                 |                |
| 2010      | Tron: Legacy                     | Kevin Flynn / Clu 2                         |                |
| 2010      | True Grit                        | Reuben J. "Rooster" Cogburn                 |                |
| 2013      | R.I.P.D.                         | Roy Pulsipher                               |                |
| 2014      | The Giver                        | The Giver                                   |                |
| 2015      | Seventh Son                      | John Gregory                                |                |
| 2015      | Den lille prinsen                | Piloten (röst)                              |                |
| 2016      | Hell or High Water               | Texas Ranger Marcus Hamilton                |                |
| 2017      | The Only Living Boy in New York  | W.F. Gerald                                 |                |
| 2017      | Kingsman: The Golden Circle      | Agent Champagne                             |                |
| 2017      | Only the Brave                   | Duane Steinbrink                            |                |
| 2018      | Bad Times at the El Royale       | Fader Daniel Flynn / Donald "Duck" O'Reilly |                |
| 2025      | Tron: Ares                       | Kevin Flynn                                 | Postproduktion |